# Burović
Burović je ugledna hrvatska pomoračka obitelj iz Perasta. Prvi put se spominje kao Buro u dokumentu iz 1574. godine. Kao Burović spominju se od 17. stoljeća.
Neki su članovi obitelji dobili status plemića. Kneževska grana obitelji nastanila se u Herceg-Novome i Kotoru.
Poznati pripadnici su peraški kapetan Grgur, ratni zapovjednik, plemić i lokalni političar Ivan, hrv. pjesnik Luka, hrvatski pisac Nikola, poslanik peraške općine u Mlecima Nikola, gradski kapetan Tripo, pomorac, vojnik i trgovac Tripo i lokalni dužnosnik Ivan Stanislav kojem je Austrija potvrdila plemstvo.
Kuća Burovića uz more, u Penčićima, zaštićena je graditeljska baština grada Perasta.